# تخم‌مرغ

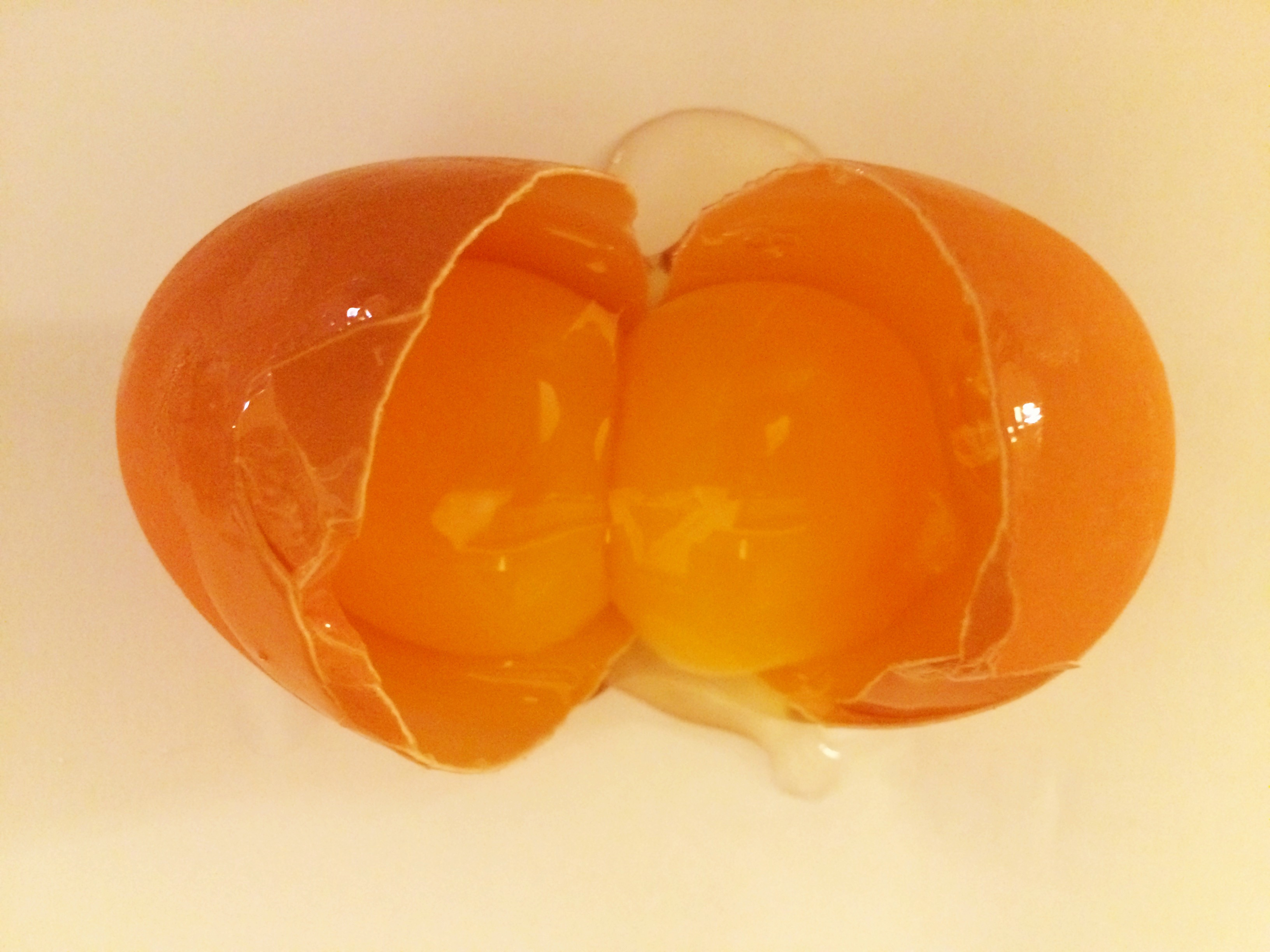
بیشتر انسان‌ها در رژیم غذایی خود از انواع تخم‌مرغ استفاده می‌کنند. در این نگاره یک تخم‌مرغ به همراه پوستهٔ آهکی؛ سفیده و زرده در غشای آن دیده می‌شود. سفیده مایعی شفاف است که زرده را دربرمی‌گیرد. این مایع دارای ۹۰٪ آب و ۱۰٪ پروتئین محلول است. زرده نیز به‌شکل گویی زردرنگ و پایدار است که همهٔ چربی و کلسترول یک تخم‌مرغ در آن ذخیره است. حدود نیمی از زرده را انواع پروتئین تشکیل می‌دهد. این تخم‌مرغِ بدون پوسته از قرار دادن یک تخم‌مرغ طبیعی در سرکه ظرف مدت ۴۸ ساعت حاصل شده است.

تخم‌مرغ سلول نطفهٔ ماده مرغ و معمولاً به شکل بیضی است که از نظر زیست‌شناختی برای تولیدمثل گذارده می‌شود و برای انسان‌ها منبع غذایی محسوب می‌گردد.
روند ایجاد یک تخم‌مرغ ۲۴ ساعت به طول می‌انجامد و به همین دلیل مرغ معمولاً می‌تواند تنها ۱ تخم در روز بگذارد اما در شرایط خاص مانند تغذیه بیش از حد مرغ یا در مرغ‌هایی در حال بلوغ هستند، بدن مرغ دو زرده آزاد می‌کند؛ این شرایط می‌توانند سبب تولید تخم‌مرغی دوزرده شود یا هر زرده به یک تخم مجزا تبدیل شده و دو تخم همزمان تشکیل شود و سبب تخم‌گذاری ۲ تخم‌مرغ در یک روز شود. تخم‌گذاری بیشتر از دو تخم در یک روز ناممکن است.
مرغ‌ها و دیگر جانداران تخم‌گذار به‌طور گسترده‌ای در سراسر جهان نگهداری می‌شوند و تولید انبوه تخم‌مرغ یک صنعت جهانی است.
سازمان غذا و کشاورزی ملل متحد (فائو) اظهار داشته است که در سال ۲۰۱۵، تولید تخم‌مرغ به ۷۰٫۴ میلیون تن رسیده است.
تخم‌ها توسط حیوانات ماده از گونه‌های مختلف از جمله پرندگان، خزندگان، دوزیستان، چند پستاندار و ماهی گذاشته می‌شوند و بسیاری از آنها هزاران سال است که توسط انسان خورده شده‌اند. تخم‌های پرندگان و خزندگان شامل یک پوسته تخم محافظ، آلبومن (سفیده تخم) و ویتلوس (زرده تخم) است که در غشاهای مختلف نازک وجود دارد. بیشترین مصرف تخم مصرفی جهان، تخم‌مرغ است. تخم پرندگان دیگر از جمله اردک و بلدرچین نیز خورده می‌شوند. تخم‌های ماهی را قلیه و خاویار می‌گویند.
زرده تخم مرغ و تخم‌مرغ کامل مقدار قابل توجهی پروتئین و کولین (ویتامین ب۴)را ذخیره می‌کنند، و به‌طور گسترده‌ای در آشپزی استفاده می‌شوند. به دلیل محتوای پروتئینی، وزارت کشاورزی ایالات متحده در گذشته تخم‌مرغ را به عنوان گوشت در هرم راهنمای غذا (در حال حاضر MyPlate) طبقه‌بندی کرد. با وجود ارزش تغذیه‌ای تخم‌مرغ، برخی از مشکلات سلامتی بالقوه ناشی از محتوای کلسترول، آلودگی به سالمونلا و حساسیت به پروتئین تخم‌مرغ است.
مرغ و دیگر موجودات تخم‌گذار به‌طور گسترده‌ای در سراسر جهان نگهداری می‌شوند و تولید انبوه تخم‌مرغ یک صنعت جهانی است. در سال ۲۰۰۹، حدود ۶۲٫۱ میلیون تن تخم‌مرغ در سراسر جهان از مجموع گله تخم‌گذار تقریباً ۶٫۴ میلیارد مرغ تولید شد. مسائل مربوط به تغییرات منطقه‌ای در تقاضا و انتظارات، و همچنین بحث‌های جاری در مورد روش‌های تولید انبوه وجود دارد. در سال ۲۰۱۲، اتحادیه اروپا پرورش باتری مرغ را ممنوع کرد.

## تاریخچه
تخم پرندگان از زمان ماقبل تاریخ، غذاهای ارزشمندی بوده‌اند، هم در جوامع شکار و هم در فرهنگ‌های اخیر که پرندگان اهلی شده بودند. احتمالاً مرغ به دلیل تخم‌مرغش (از مرغ جنگل بومی تا مناطق گرمسیری و نیمه‌گرمسیری جنوب شرق آسیا و شبه‌قاره هند) قبل از ۷۵۰۰ پیش از میلاد اهلی شده بود. مرغ‌ها در سال ۱۵۰۰ پیش از میلاد به سومر و مصر آورده شدند و در حدود ۸۰۰ پیش از میلاد به یونان رسیدند، جایی که بلدرچین منبع اصلی تخم‌مرغ بود. در تبس، مصر، مقبره حرمهب، قدمت تقریباً ۱۴۲۰ پیش از میلاد، تصویری از مردی را نشان می‌دهد که کاسه‌هایی از تخم شترمرغ و دیگر تخم‌های بزرگ، احتمالاً از پلیکان، به عنوان پیشکش حمل می‌کند. در روم باستان، تخم‌مرغ‌ها با استفاده از روش‌های مختلف نگهداری می‌شدند و وعده‌های غذایی اغلب با تخم‌مرغ شروع می‌شد. رومی‌ها برای جلوگیری از مخفی شدن ارواح شیطانی، پوسته‌های بشقاب خود را خرد کردند. در قرون وسطی، تخم‌مرغ در طول روزه به دلیل غنی بودن ممنوع بود.
تخم‌مرغ مخلوط با آب میوه‌های اسیدی در قرن هفدهم در فرانسه محبوب بود. این ممکن است منشأ کشک لیمو باشد.
صنعت تخم‌مرغ خشک در قرن نوزدهم، پیش از ظهور صنعت تخم‌مرغ منجمد توسعه یافت. در سال ۱۸۷۸، شرکتی در سنت لوئیس، میسوری، با استفاده از فرایند خشک کردن، زرده و سفیده تخم‌مرغ را به ماده‌ای با رنگ قهوه‌ای روشن و شبیه غذا تبدیل کرد. تولید تخم مرغ‌های خشک شده در طول جنگ جهانی دوم به میزان قابل توجهی افزایش یافت، تا نیروهای مسلح ایالات متحده و متحدانش از آن استفاده کنند.
در سال ۱۹۱۱، کارتن تخم‌مرغ توسط جوزف کویل در اسمیترز، بریتیش کلمبیا اختراع شد تا اختلاف در مورد تخم‌مرغ شکسته بین یک کشاورز در دره Bulkley و صاحب هتل آلدرمر را حل کند. کارتن‌های تخم‌مرغ اولیه از کاغذ ساخته شده بودند.

## انواع

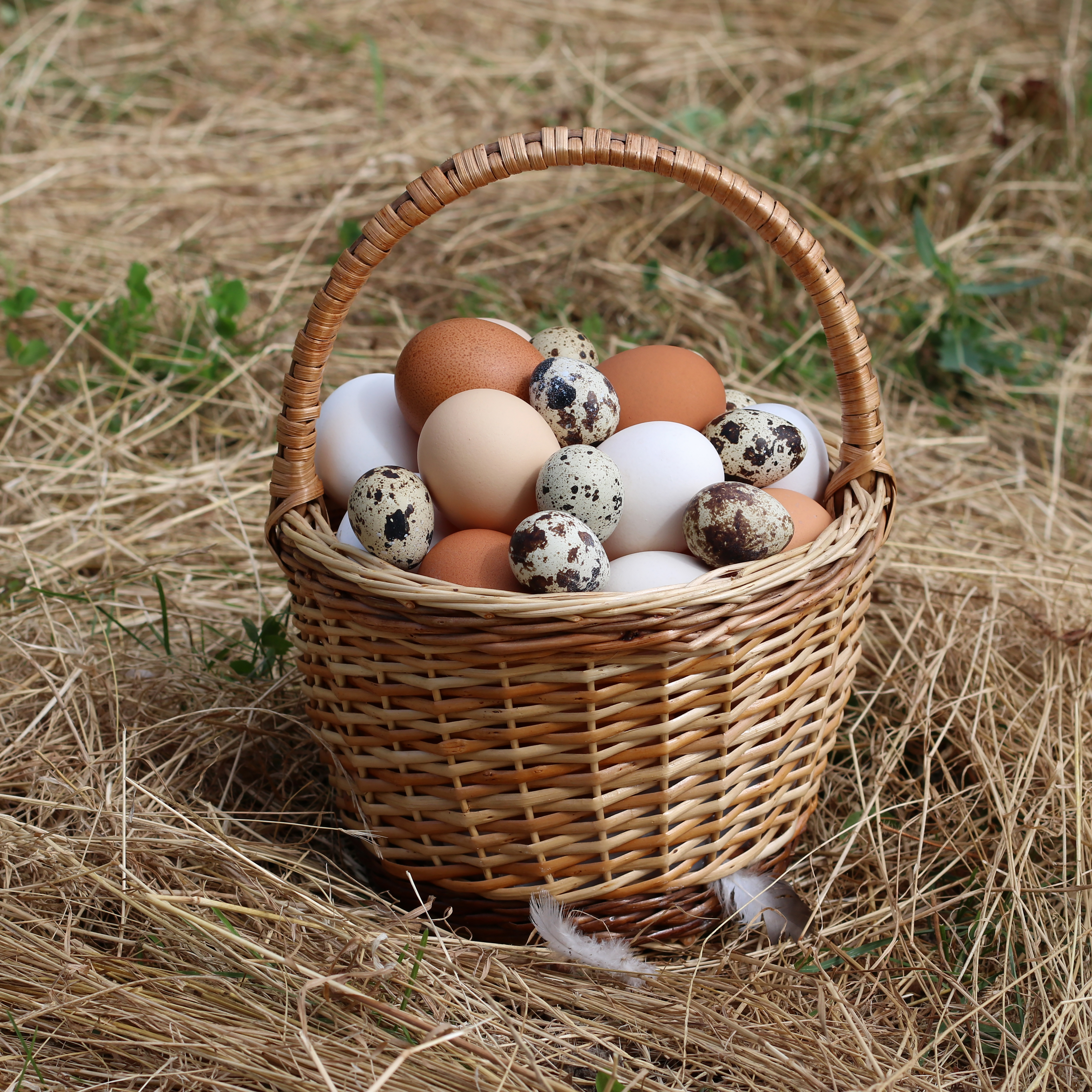
تنوع تخم پرندگان

تخم مرغ یک غذای رایج و یکی از متنوع‌ترین مواد مورد استفاده در آشپزی است. آنها در بسیاری از شاخه‌های صنایع غذایی مدرن مهم هستند.
بیشترین استفاده از تخم پرندگان تخم‌مرغ، اردک و تخم غاز است. تخم‌های کوچک‌تر، مانند تخم بلدرچین، گهگاه به عنوان یک ماده غذایی لذیذ در کشورهای غربی استفاده می‌شود. تخم‌مرغ یک غذای معمولی روزمره در بسیاری از مناطق آسیا، مانند چین و تایلند است، زیرا تولید آسیایی ۵۹ درصد از کل جهان را در سال ۲۰۱۳ تأمین می‌کند.
بزرگ‌ترین تخم‌های پرنده، از شترمرغ، تنها به عنوان غذای لوکس خاص مورد استفاده قرار می‌گیرند. تخم‌مرغ در انگلستان، و همچنین در برخی از کشورهای اسکاندیناوی، به ویژه در نروژ، یک غذای لذیذ محسوب می‌شود. در برخی از کشورهای آفریقایی، تخم‌مرغ هندی اغلب در بازارها به ویژه در بهار هر سال دیده می‌شود. تخم‌های قرقاول و تخم مرغ‌های اموئی قابل خوردن هستند، اما کمتر در دسترس هستند؛ گاهی آنها را از کشاورزان، مرغداران یا خواربارفروشی‌های لوکس تهیه می‌کنند. در بسیاری از کشورها، تخم مرغ‌های وحشی با قوانینی محافظت می‌شوند که جمع‌آوری یا فروش آنها را ممنوع کرده یا اجازه جمع‌آوری آنها را تنها در دوره‌های خاصی از سال می‌دهد.

## ویژگی‌ها
جرم تخم‌مرغ به‌طور میانگین و بدون احتساب پوستهٔ آن، ۵۸ گرم است. پوست تخم‌مرغ حدود نیم میلی‌متر ضخامت دارد و ۹۰ درصد آن از کلسیم کربنات تشکیل شده است. رنگ پوست تخم‌مرغ به نژاد مرغ مربوط می‌شود و معمولاً سفید یا قهوه‌ای است. مرغ آراکانا تخم‌هایی به رنگ سبز/آبی می‌گذارد.

## منبع غذایی

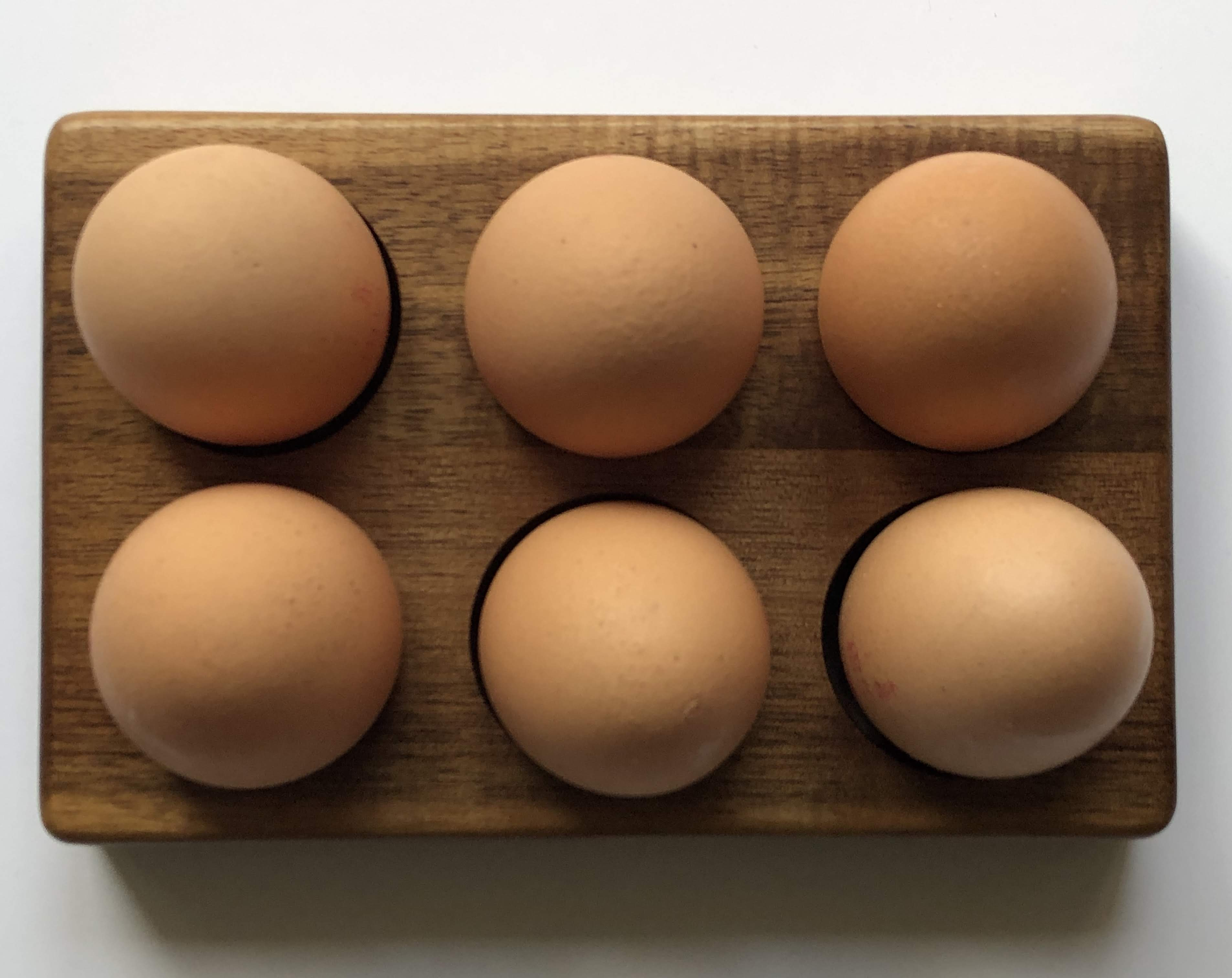
شش عدد تخم مرغ

تخم‌مرغ منبع خوبی از پروتئین، ویتامین و املاح ضروری برای بدن انسان است؛ تخم‌مرغ، همهٔ اسیدهای آمینهٔ مورد نیاز بدن را داراست و حدود ۵٫۱۲ درصد جِرم تخم‌مرغ را پروتئین تشکیل می‌دهد. یک عدد تخم‌مرغ، ۳ درصد نیاز روزانهٔ انرژی یک مرد بالغ و ۴ درصد نیاز روزانهٔ انرژی یک زن بالغ را تأمین می‌کند.
تخم‌مرغ، بیشتر ویتامین‌های موردنیاز بدن به جز ویتامین C را دارد. تخم‌مرغ به مقدار خیلی کم کربوهیدرات دارد و نیز بدون فیبر غذایی است. ۱۰٬۸ درصد تخم‌مرغ را چربی تشکیل می‌دهد که در زرده آن وجود دارد و کمتر از ۰٬۰۵ درصد آن در سفیده موجود است. بر اساس تحقیقات ۱۱ درصد اسید چرب تخم‌مرغ از نوع اسیدهای چرب اشباع‌نشده پلی (با چند باند دوگانه)، ۴۴ درصد از نوع اسیدهای چرب غیراشباع مونو (با یک باند دوگانه) و ۲۹ درصد از نوع اسیدهای چرب اشباع است.
کلسترول و لسیتین، مواد چرب موجود در زرده تخم‌مرغ می‌باشند و برای ساختمان و عملکرد سلول‌های بدن ضروری‌اند. کلسترول قابلیت انعطاف و نفوذپذیری غشای سلول‌های بدن را حفظ می‌کند. همچنین به عنوان یکی از اجزای تشکیل‌دهنده مواد چربی است که سبب نرمی پوست می‌شوند.
از محبوب‌ترین غذاهای تهیه‌شده با تخم‌مرغ می‌توان به نیمرو اشاره کرد.

## تولید

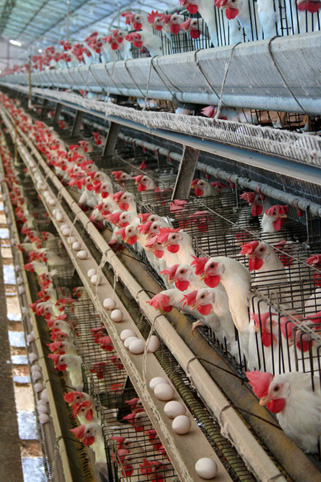
مرغ‌های تخم‌گذار

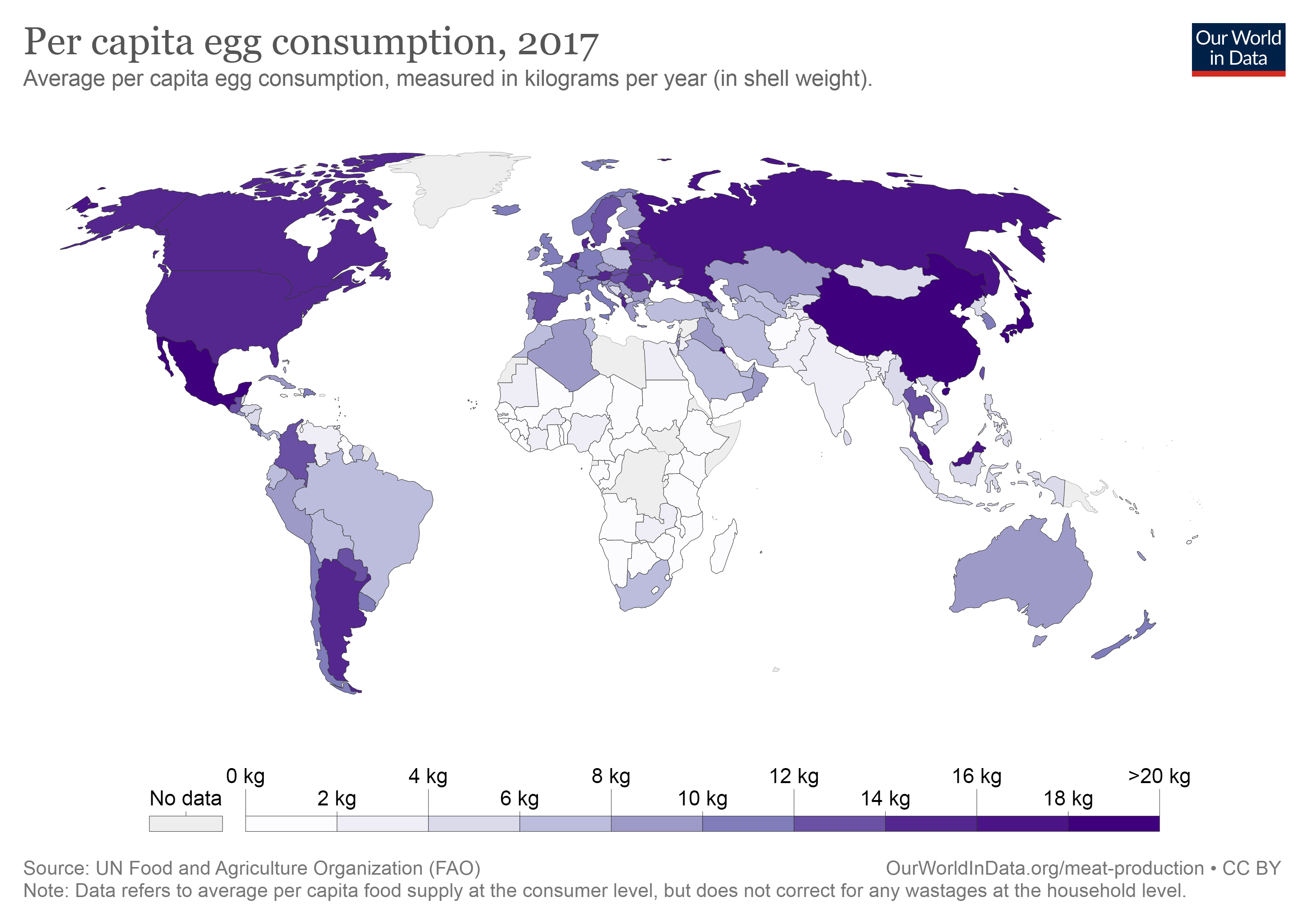
نقشه جهانی سرانه مصرف تخم مرغ بر حسب کیلوگرم در سال. (2018)

در سال ۲۰۱۷، تولید جهانی تخم‌مرغ ۸۰٫۱ میلیون تن بود. بزرگ‌ترین تولیدکنندگان به ترتیب چین با ۳۱٫۳ میلیون از کل این تعداد، ایالات متحده با ۶٫۳ میلیون، هند با ۴٫۸ میلیون، مکزیک با ۲٫۸ میلیون، ژاپن با ۲٫۶ میلیون و برزیل و روسیه با هر کدام ۲٫۵ میلیون تولیدکنندگان بعدی تخم‌مرغ در جهان بودند. یک کارخانه بزرگ تولید تخم‌مرغ معمولی، هفته‌ای یک میلیون تخم‌مرغ تولید می‌کند.
در ماه ژانویه ۲۰۱۹، ایالات متحده آمریکا، ۹٫۴۱ میلیارد تخم‌مرغ تولید کرده است که از این تعداد ۸٫۲ میلیارد برای مصرف سر سفره و ۱٫۲ میلیارد برای پرورش جوجه بوده است. پیش‌بینی می‌شود که آمریکایی‌ها در سال ۲۰۱۹ هر کدام ۲۷۹ تخم‌مرغ مصرف کنند که بالاترین میزان از سال ۱۹۷۳ است، اما کمتر از ۴۰۵ تخم‌مرغ خورده شده در هر فرد در سال ۱۹۴۵ است.

## کالبدشناسی و ویژگی‌ها

نمای شماتیک از یک تخم‌مرغ:
1. پوسته تخم‌مرغ
2. غشای خارجی
3. غشای داخلی
4. چالازا
5. آلبومین (سفیده) خارجی
6. آلبومین میانی
7. غشای ویتلین
8. هسته پاندر
9. دیسک ژرمینال (هسته)
10. زرده
11. وایتلوس
12. آلبومین داخلی
13. چالازا
14. سلول هوایی
۱۵. کوتیکول

شکل تخم‌مرغ شبیه گوی دوکی است که یک سر آن از سر دیگر بزرگ‌تر بوده و دارای تقارن استوانه‌ای در امتداد محور طولی است. امکان شکستن تخم‌مرغ به صورت عمودی با نیروی دست وجود ندارد.
تخمک توسط پوسته‌ای نازک و سخت احاطه شده است. در داخل پوسته غشاهای نازکی وجود دارد. زرده تخم‌مرغ توسط یک یا دو بافت نواری مارپیچی به نام چالازا در سفیده تخم‌مرغ معلق است. (از کلمه یونانی χάλαζα، به معنی «تگرگ» یا «توده سخت»).

## زیان‌های تخم‌مرغ
یک تخم‌مرغ حدود ۲۰۰ میلی‌گرم کلسترول دارد و همین می‌توانددر ابتلا به بیماری قلبی دیابت نوع دو و مسدود شدن رگ‌هاتاثیر داشته باشد حدود شصت درصد کالری تخم مرغ چربی است.